# Małgorzata Bogusławówna

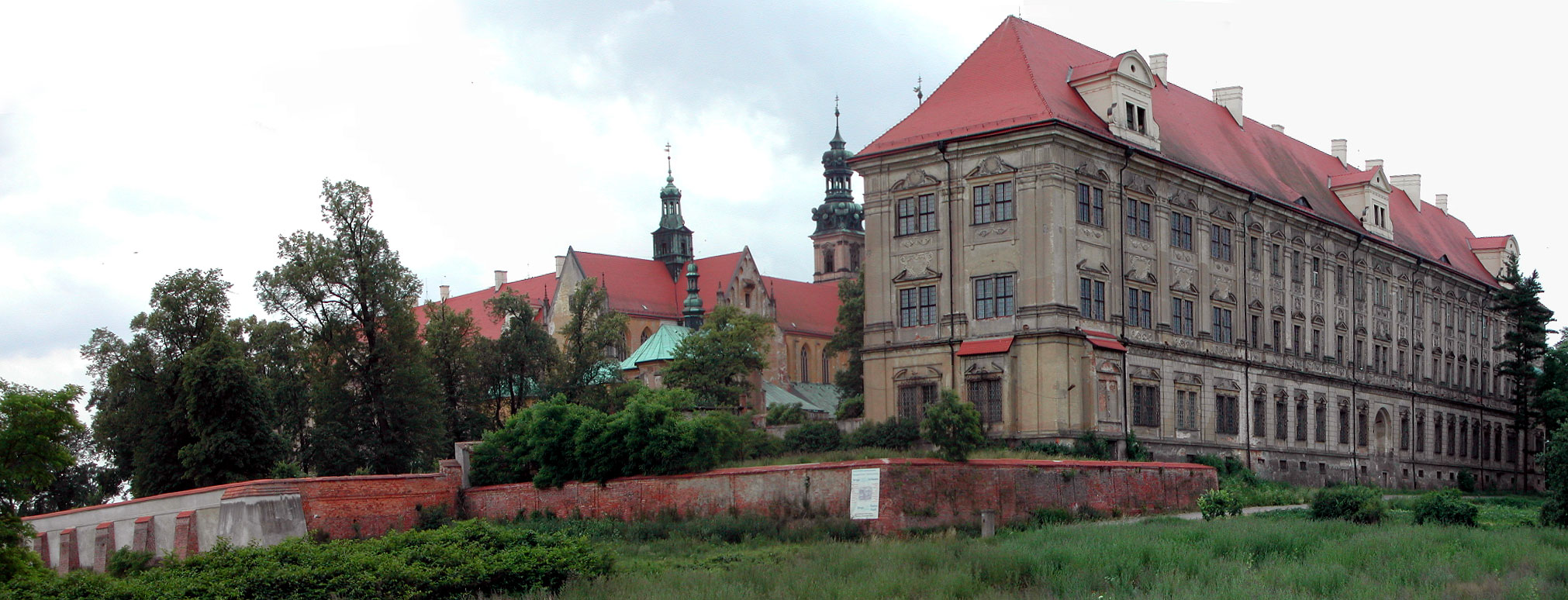
Klasztor cystersów w Lubiążu

Małgorzata Bogusławówna (ur. najp. 1287, zm. przed 25 lipca 1334) – księżna meklemburska i głogowska, żona Mikołaja I, księcia meklemburskiego na Roztoku i Jana, księcia głogowskiego na Ścinawie, córka Bogusława IV, księcia pomorskiego, szczecińskiego i wołogoskiego oraz Małgorzaty rugijskiej.

## Życie
Małgorzata była dwukrotnie mężatką. Zapewne w 1299 została żoną Mikołaja I Dziecięcia, księcia meklemburskiego na Roztoku. Po śmierci męża 25 listopada 1314 ponownie wydana została za mąż przed 29 lipca 1322 za Jana, księcia głogowskiego na Ścinawie. Literatura przedmiotu nie przekazuje informacji, gdzie znajdowała się oprawa wdowia księżnej po pierwszym małżeństwie, gdzie wdową pozostawała przez okres niemal ośmiu lat. Oba małżeństwa pozostały bezdzietne.
Jej aniwersarz był obchodzony w klasztorze cystersów w Lubiążu – 15 października, gdzie według Kazimierza Jasińskiego, genealoga została pochowana. Martin Wehrmann, który powoływał się na bliżej nieokreślone źródło twierdził, że ciało księżnej spoczęło w Ścinawie, w tamtejszym kościele, dziś pw. Podwyższenia Krzyża Świętego. Aniwersarz stał się również podstawą do wysunięcia hipotezy, że Małgorzata mogła umrzeć w tym dniu. Edward Rymar tylko hipotetycznie przyjął, że mogło to nastąpić najpóźniej w 1333. Z uwagi na brak pewności odrzucił ten dzień, jako datę zgonu, podobnie jak okres od 25 lipca 1334 do 27 sierpnia 1337, za którym opowiadał się Jerzy Sperka.

### Genealogia
| Barnim I Dobry ur. zap. ok. 1210 zm. 13 lub 14 XI 1278 | Barnim I Dobry ur. zap. ok. 1210 zm. 13 lub 14 XI 1278 |                                                 |                                                 | Małgorzata meklemburska ur. zap. 1232 zm. przed 25 V 1261 | Małgorzata meklemburska ur. zap. 1232 zm. przed 25 V 1261 |  |  | Wisław II ur. ok. 1240 zm. 29 XII 1302 | Wisław II ur. ok. 1240 zm. 29 XII 1302 |                                                                     |                                                                     | Agnieszka brunszwicka ur. ? zm. po 1302 | Agnieszka brunszwicka ur. ? zm. po 1302 |
|                                                        |                                                        |                                                 |                                                 |                                                           |                                                           |  |  |                                        |                                        |                                                                     |                                                                     |                                         |                                         |
|                                                        |                                                        |                                                 |                                                 |                                                           |                                                           |  |  |                                        |                                        |                                                                     |                                                                     |                                         |                                         |
|                                                        |                                                        | Bogusław IV ur. w okr. 1254–1255 zm. 19 II 1309 | Bogusław IV ur. w okr. 1254–1255 zm. 19 II 1309 |                                                           |                                                           |  |  |                                        |                                        | Małgorzata rugijska ur. w okr. 1265–1271 zm. po 4 XII 1315, p. 1317 | Małgorzata rugijska ur. w okr. 1265–1271 zm. po 4 XII 1315, p. 1317 |                                         |                                         |
|                                                        |                                                        |                                                 |                                                 |                                                           |                                                           |  |  |                                        |                                        |                                                                     |                                                                     |                                         |                                         |
|                                                        |                                                        |                                                 |                                                 |                                                           |                                                           |  |  |                                        |                                        |                                                                     |                                                                     |                                         |                                         |
|                                                        |                                                        |                                                 |                                                 |                                                           |                                                           |  |  |                                        |                                        |                                                                     |                                                                     |                                         |                                         |

|  |  |  |  | Małgorzata Bogusławówna (ur. najp. 1287, zm. przed 25 VII 1334) |